# Vierge à l'Enfant sur le trône entre saint Jérôme, saint Augustin, quatre anges et deux chérubins
Vierge à l'Enfant sur le trône entre saint Jérôme, saint Augustin, quatre anges et deux chérubins – en italien Madonna con Bambino in trono tra san Girolamo e sant'Agostino – est un tableau réalisé par le peintre italien Le Pérugin au tournant des XVe et XVIe siècles. Exécutée sur bois a tempera et à l'huile, cette peinture chrétienne est une Madone qui figure l'Enfant Jésus debout sur une cuisse de Marie alors qu'ils sont entourés de Jérôme de Stridon et Augustin d'Hippone, et survolés par des anges. L'œuvre fait partie des collections du musée des Beaux-Arts de Bordeaux, à Bordeaux, en France.

## Iconographie chrétienne
La composition respecte les principes de la Conversation sacrée :
La vierge à l'Enfant trône dans un espace architectural surmonté d'un plafond à caissons et, en fond, d'une niche à coquille Saint-Jacques, l'élevant de trois marches  d'un espace perspectif centré où les saints l'encadrent sur un sol damé. Ces derniers sont dans le monde terrestre avec, en fond, ses paysages de monts et de végétation ; quelques  détails de leurs cabinets d'études sont entr'aperçus sur le bord du cadre les affichant comme théologiens et Pères de l'église comme le Livre qu'ils tiennent ouvert. 
Le monde céleste s'affiche de part et d'autre du haut de la composition avec quatre anges agenouillés ; deux chérubins figurent à l'aplomb du haut cintré de la niche.
Les personnages saints portent tous des auréoles circulaires de front, mais seules celles de la Vierge et des anges sont représentées perspectives.